# Jorge Pereira da Silva
Jorge Pereira da Silva (født 4. december 1985) er en brasiliansk fodboldspiller.